# André-Paul Duchâteau
André-Paul Duchâteau, noto anche con lo pseudonimo di Michel Vasseur (Tournai, 8 maggio 1925 – Uccle, 26 agosto 2020), è stato un fumettista e scrittore belga ideatore, insieme a Tibet, della serie a fumetti Ric Roland, pubblicata dal 1955 al 2010.